# Barvinkove
Barvinkove (tiếng Ukraina: Барвінкове) là một thành phố của Ukraina. Thành phố này thuộc tỉnh Kharkiv. Thành phố này có diện tích ? km2, dân số theo điều tra dân số năm 2001 là 12998 người.